# سانوا
سانوا (انگلیسی: Sonova) شرکت تجهیزات پزشکی سوئیسی است، که در سال ۱۹۴۷ تأسیس شد.